# Копеш
Копеш је египатски српасти мач који је настао од борбене секире током бронзаног доба.
Типичан копеш је дугачак између 50 и 60 cm, али постоје и мањи примерци. Тупа ивица врха мача се користила и за ударање и као кука за разоружавање противника. У почетку се копеш правио од бронзе, али се касније током Новог царства, где је постао уобичајено и врло цењено оружје, правио од гвожђа. Најранији приказ копеша се налази на Стели лешинара из средине 3. миленијума п. н. е. на којој је приказан Лагашки краљ са овим оружјем.
Мач је наоштрен само на спољашњој ивици закривљеног краја. Копеш је настао од епсилон секире. Био је популаран као оружје и бројни фараони су приказани са њим. Примерци су пронађени и у краљевским гробницама, укључујући и гробницу Тутанкамона у ком су пронађена два копеша различитих величина. Ипак, иако су неки примерци пронађени у гробницама били наоштрени, постоји доста примера где су пронађени са тупим ивицама које никада нису биле наоштрене. Ово је навело многе истраживаче до закључка да су копеши у гробница људи вишег статуса били церемонијални.
Копеш је престао да се користи око 1300. године п. н. е., кад се почело са производњом традиционалних мачева.